# Некрасовка (Белогорский район)
В Амурской области в Ивановском районе тоже есть село Некрасовка
Некра́совка — село в Белогорском районе Амурской области, Россия.
Административный центр Некрасовского сельсовета.

## География
Село Некрасовка стоит в 6 км от правого берега реки Белая (левый приток Зеи).
Село Некрасовка расположено к юго-западу от районного центра города Белогорск, расстояние (на северо-восток по автодороге областного значения Белогорск — Благовещенск, через Поляное и Пригородное) — около 42 км.
От села Поляное на северо-восток идёт дорога к с. Новоназаровка, на юго-восток — к с. Новоселитьба, а на юго-запад — к с. Захарьевка.

## Население
| 2002 | 2010 | 2012 | 2013 | 2014 | 2015 | 2016 |
| ---- | ---- | ---- | ---- | ---- | ---- | ---- |
| 728  | ↘494 | ↘487 | ↘484 | ↗503 | ↘491 | ↘478 |
| 2017 | 2018 |      |      |      |      |      |
| ↘458 | ↘432 |      |      |      |      |      |

## Инфраструктура
- Сельскохозяйственные предприятия Белогорского района.